# The Remedy (Boyz II Men)
The Remedy è il settimo album discografico in studio del gruppo musicale statunitense Boyz II Men, pubblicato nel 2006.

## Tracce
1. Muzak – 4:05
2. Gonna Have – 4:23
3. Here I Come – 4:37
4. The Perfect Love Song – 4:05
5. Misunderstanding – 3:57
6. Boo'ed Up – 4:03
7. You Don't Love Me – 3:46
8. The Last Time – 3:37
9. Just Like Me – 3:55
10. Crush – 3:44
11. Ego – 3:50
12. Morning Love – 4:44